# سيف الله لطيف
سيف الله لطيف (مواليد 22 أبريل 2000) هو لاعب كرة قدم تونسي يلعب في مركز الجناح في نادي بازل.

## روابط خارجية
- سيف الله لطيف على موقع الاتحاد الأوربي (الإنجليزية)
- سيف الله لطيف على موقع قاعدة بيانات كرة القدم.إي يو (الإنجليزية)
- سيف الله لطيف على موقع ناشيونال فوتبول تيمز (الإنجليزية)
- سيف الله لطيف على موقع Soccerway.com (الإنجليزية)
- سيف الله لطيف على موقع عالم كرة القدم.نت (الإنجليزية)